# ソノサキニ
「ソノサキニ」は、日本の歌手タカチャの1枚目のシングルである。2005年7月13日発売。発売元はエピックレコードジャパン。

## 概要
- メジャーデビューシングル。
- PV監督は久保茂昭。

## 収録曲
1. ソノサキニ(4:47)
作詞・作曲・編曲：タカチャ
2. Oyoggytiner(4:15)
作詞・作曲・編曲：タカチャ
3. Live in タカチャII(1:19)
作詞・作曲・編曲：タカチャ
4. 日曜日(2:38)
作詞・作曲・編曲：タカチャ
5. ソノサキニ(Acoustic Version)(3:29)
作詞・作曲・編曲：タカチャ

## 収録アルバム

### ソノサキニ
- オリジナル『I LOVE 田舎』（2006年7月26日）

### Oyoggytiner
- オリジナル『I LOVE 田舎』（2006年7月26日）

## タイアップ
- ソノサキニ：テレビ東京系『流派-R』2005年7月度オープニングテーマ/八戸ニュータウンCF/スペースシャワーTV2005年7月度POWER PUSH